# Dommartin-lès-Toul
Dommartin-lès-Toul – miejscowość i gmina we Francji, w regionie Grand Est, w departamencie Meurthe i Mozela.
Według danych na rok 1990 gminę zamieszkiwało 1639 osób, a gęstość zaludnienia wynosiła 239 osób/km² (wśród 2335 gmin Lotaryngii Dommartin-lès-Toul plasuje się na 255. miejscu pod względem liczby ludności, natomiast pod względem powierzchni na miejscu 845.).

## Populacja

Populacja Dommartin-lès-Toul w latach 1962–2008